# Françoise Mouly
Françoise Mouly ( francês: [muli]  ; Paris,24 de outubro de 1955)  é uma designer, editora e publisher franco-americana. Ela é mais conhecida como co-fundadora, co-editora e editora da revista de quadrinhos e artes gráficas Raw (1980–1991), como editora da Raw Books e da Toon Books e, desde 1993, como editora de arte da The New Yorker. Mouly é casada com o cartunista Art Spiegelman e mãe da escritora Nadja Spiegelman.
Como editora e publisher, Mouly teve influência considerável no aumento dos valores de produção no mundo dos quadrinhos em língua inglesa desde o início dos anos 80. Ela desempenhou um papel no fornecimento de espaços para publicação a cartunistas novos e estrangeiros e na promoção dos quadrinhos como forma de arte séria e ferramenta educacional. O governo francês condecorou Mouly com o grau de Cavaleiro da Ordem das Artes e das Letras em 2001 e como Cavaleiro da Legião de Honra em 2011.

## Biografia

### Vida pregressa
Mouly nasceu em 1955 em Paris, França, a segunda de três filhas de Josée e Roger Mouly. Ela cresceu no 17º arrondissement de Paris. Seu pai era cirurgião plástico  que, em 1951, desenvolveu com Charles Dufourmentel o método Dufourmentel-Mouly de redução de mama. O governo francês fez dele um cavaleiro da Legião de Honra.
Desde tenra idade, Mouly gostava de ler, incluindo romances, coleções ilustradas de contos de fadas, revistas de quadrinhos como a Pilote e Tintin. Ela se destacou quando estudante, e seus pais planejavam que estudasse medicina e seguisse o pai na cirurgia plástica. Ela passava as férias ajudando e observando o pai no trabalho. Ela tinha preocupações com a ética da cirurgia plástica, que, segundo ela, "explora a insegurança em um grau tão alto".
Aos treze anos, Mouly testemunhou os eventos de maio de 1968 na França. Os eventos levaram a mãe e as irmãs de Mouly a fugir de Paris. Seu pai ficou disponível para seus pacientes, e Mouly ficou como seu assistente. Ela desenvolveu simpatia pelos anarquistas e lia o semanário radical Hara-Kiri Hebdo. Ela trouxe sua política radical de esquerda quando seus pais a enviaram em 1970 para o Lycée Jeanne D'Arc, no centro da França, onde ela disse que foi expulsa "vinte e quatro ou vinte e cinco vezes porque [ela] estava tentando arrastar todo mundo para manifestações ".
O pai de Mouly ficou decepcionado quando, ao retornar a Paris, ela decidiu renunciar à medicina para estudar arquitetura na École nationale supérieure des Beaux-Arts. Ela morou com um namorado no Quartier Latin e viajou bastante pela Europa, fez uma viagem de van por dois meses e meio com amigos em 1972 que chegou ao Afeganistão e fez uma viagem individual à Argélia em 1974 para estudar a arquitetura vernacular, durante o qual seu passaporte e dinheiro foram roubados.
Mouly ficou desencantada com a falta de liberdade criativa que uma carreira em arquitetura apresentaria a ela. Sua vida familiar ficou estressante e seus pais se divorciaram em 1974. No mesmo ano, ela interrompeu seus estudos e trabalhou como faxineira em um hotel para economizar dinheiro para viajar para Nova York.

### Mudança para Nova York
Sem planos concretos, Mouly chegou a Nova York em 2 de setembro de 1974, com 200 dólares em meio a uma grave crise econômica. Ela se familiarizou com os mundos de arte e cinema de vanguarda de Nova York e participou da peça de 1975 de Richard Foreman, Pandering to the Masses. Ela se estabeleceu em um loft no SoHo, em 1975, e fez trabalhos informais, incluindo vender cigarros e revistas na Grand Central Station e montar maquetes para uma empresa de arquitetura japonesa, enquanto lutava para melhorar seu inglês.
Enquanto procurava por quadrinhos para praticar a leitura de inglês, ela se deparou com a Arcade, uma revista underground comix de São Francisco, co-publicada pelo nova-iorquino Art Spiegelman. O amigo cineasta de vanguarda Ken Jacobs apresentou Mouly e Spiegelman, quando Spiegelman estava visitando, mas eles não desenvolveram imediatamente um interesse mútuo. Spiegelman voltou permanentemente para Nova York no final do ano. Ocasionalmente, os dois se cruzavam. Depois de ler a tira de Spiegelman, de 1973, "Prisioneiro no Planeta Inferno", sobre o suicídio de sua mãe, Mouly sentiu vontade de entrar em contato com ele. Um telefonema de oito horas levou ao aprofundamento de seu relacionamento. Spiegelman a seguiu para a França quando teve que voltar para cumprir as obrigações em seu curso de arquitetura. Depois de voltar aos Estados Unidos, quando Mouly teve problemas com vistos em 1977, o casal os resolveu se casando - primeiro na prefeitura e depois novamente, quando Mouly se converteu ao judaísmo para agradar o pai de Spiegelman. A partir de 1978, Mouly e Spiegelman fizeram viagens anuais à Europa para explorar a cena dos quadrinhos, e trouxeram de volta os quadrinhos europeus para mostrar ao seu círculo de amigos.
Mouly imergiu nas teorias pessoais de quadrinhos de Spiegelman e o ajudou a preparar a palestra "Linguagem dos Quadrinhos", proferida no Collective for Living Cinema. Ela ajudou na montar a coleção luxuosa de tiras experimentais de Spiegelman Breakdowns. A impressora estragou a impressão do livro - 30% da impressão foi inutilizada. As cópias restantes tiveram má distribuição e vendas. A experiência motivou Mouly a ganhar controle sobre o processo de impressão e a encontrar uma maneira de levar esse material marginal a leitores interessados. Ela fez cursos de impressão offset em Bedford – Stuyvesant, Brooklyn, e comprou uma impressora Addressograph-Multigraph Multilith para seu loft.

### Raw Books
Em 1978, ela fundou a Raw Books & Graphics, um nome estabelecido em parte por causa de sua sensação de operação em pequena escala e em parte por lembrar a revista Mad. Mouly trabalhou com uma estética inspirada em parte pelos construtivistas russos, que trouxeram um senso de design aos objetos do cotidiano. Raw Books começou publicando cartões postais e gravuras de artistas como o cartunista underground Bill Griffith e o cartunista holandês Joost Swarte. Projetos mais ambiciosos incluíam objetos de arte como o Zippy-Scope, um dispositivo de papelão para assistir a uma história em quadrinhos enrolada em uma bobina de filme, com o personagem de Griffth, Zippy the Pinhead. Alguns projetos eram mais comerciais, como o Mapa e Guia Anual das Ruas do SoHo, cuja receita de publicidade financiava grande parte da Raw Books.
Tendo assim aperfeiçoado suas habilidades de publicação, a ambição de Mouly se voltou para a publicação de revistas. Spiegelman ficou inicialmente relutante, cansado de sua experiência no Arcade, mas concordou na véspera de Ano Novo de 1979 em co-editar. A revista forneceria uma saída para os tipos de quadrinhos que tinham dificuldade em encontrar uma editora nos EUA, em particular cartunistas mais jovens que não se encaixavam nem no moldes dos super-heróis ou do underground e cartunistas europeus que não se encaixavam no apetite por sexo e ficção científica dos fãs da Heavy Metal.
No meio de um período de estagnação comercial e artística na indústria americana de quadrinhos, a primeira edição da Raw 10+1/2 by 14+1/8 polegadas (27 cm × 36 cm)  apareceu em julho de 1980. Seus valores de produção resultaram em um preço de capa de US$ 3,50, várias vezes maior que os preços correntes dos quadrinhos, tanto do mainstream quanto do underground. Entre os quadrinhos que ela continha, estava a única tira que Mouly produziu, "Industry News and Review No. 6", uma tira autobiográfica na qual ela contempla suas ansiedades e pensamentos de suicídio no final da década de 1970.  Outras tiras da antologia eclética incluíram um exemplo da tira de jornal do início do século XX, Dream of the Rarebit Fiend, de Winsor McCay, e um trecho de Manhattan do contemporâneo cartunista francês Jacques Tardi. Para o acadêmico de quadrinhos Jeet Heer, Raw era "uma mistura singular de diversidade visual e unidade temática". Cada edição continha uma ampla variedade de estilos ligados por um tema comum, seja desespero urbano, suicídio ou uma visão da América através de olhos estrangeiros. O trabalho mais conhecido a ser executado no Raw foi uma serialização da novela gráfica de Spiegelman, Maus, que foi publicada como um encarte na revista a partir da segunda edição de dezembro de 1980.
A abordagem de Mouly era prática e ela deu muita atenção a todas as etapas do processo de impressão. A fisicalidade do Raw era evidente em cada edição: pranchas inclinadas, cartões de chiclete e capas rasgadas faziam parte da estética da revista, realizada à mão por Mouly, Spiegelman e amigos em reuniões após a impressão de uma nova edição. Mouly também foi prática ao lidar com colaboradores, sugerindo ideias e mudanças - uma abordagem anátema ao espírito underground adverso ao editor, mas os artistas deram boas-vindas a sua opinião, pois no final ela não interferiu em sua autonomia.
A Raw teve uma forte recepção crítica e também vendeu surpreendentemente bem. Não deixou de ter seus críticos, que a acusaram de ser intelectual e elitista, [34] ou afirmaram que era um programa de um homem só de Spiegelman.   O cartunista pioneiro Robert Crumb respondeu em 1981 com a revista Weirdo, com a intenção de permanecer livre de intrusões editoriais e permanecer fiel às raízes incultas dos quadrinhos.
A Raw Books publicou dez livros One-shot ao longo da década de 1980 por cartunistas como Gary Panter, Sue Coe e Jerry Moriarty. Mouly trouxe uma sensibilidade de produção semelhante a esses livros ao que ela trouxe a Raw : a capa de Jimbo de Panter era papelão ondulado colado com adesivos do personagem principal do livro.  No final da década, a Pantheon Books começou a co-publicar a produção da Raw Books, e a Penguin Books começou a publicar a própria Raw. As três edições do segundo volume do Raw vieram em um formato menor e mais longo, com uma ênfase alterada na narrativa e não nas imagens.
Mouly dividiu seu tempo entre publicar e ser mãe após o nascimento da filha Nadja, em 1987. A pesquisa de livros para Sue Coe a motivou a fazer cursos de ciências no Hunter College, talvez em um diploma de neurociência. Ela abandonou esse plano em 1991, quando deu à luz ao filho Dashiell. Em 1991, Mouly e Spiegelman publicaram a edição final da Raw, que não era mais uma operação pequena e prática, nem era algo que eles ainda achavam necessário, pois os artistas tinham uma série de espaços para publicação que não existiam quando a Raw viu pela primeira vez a luz do dia.

### The New Yorker
Tina Brown tornou-se editora da revista The New Yorker em 1992, e pretendia mudá-la da imagem engessada e conservadora deixada pela longa editoria de William Shawn. Suas escolhas de capa provocaram polêmica - em particular uma de Spiegelman para a edição de 1993 do Dia dos Namorados de um homem hassídico beijando uma mulher afro-americana. O escritor Lawrence Weschler recomendou que Brown considerasse Mouly para a posição de editor de arte; Mouly e Brown se conheceram em março seguinte. Mouly tinha reservas sobre a reputação da revista de ser rígida e da política de Brown, , mas foi cativada por Brown em um nível pessoal, que ela descreveu como "carismático, perspicaz,[and] cheio de energia". Mouly propôs que a revista voltasse às suas raízes, tendo artistas como colaboradores destacados, um aumento no visual da revista, como fotografias e mais ilustrações, e capas no estilo tópico que tinham sob o fundador da revista, Harold Ross. Brown aceitou. Mouly trouxe um grande número de cartunistas e artistas para o interior do periódico, incluindo colaboradores da Raw, como Coe, Crumb, Lorenzo Mattotti e Chris Ware. A circulação da revista dobrou durante o tempo de Mouly lá. Em 2012, Mouly e sua filha Nadja editaram uma coleção de capas New Yorker rejeitadas chamadas Blown Covers, compostas de esboços e capas que foram consideradas muito arriscadas para a revista.

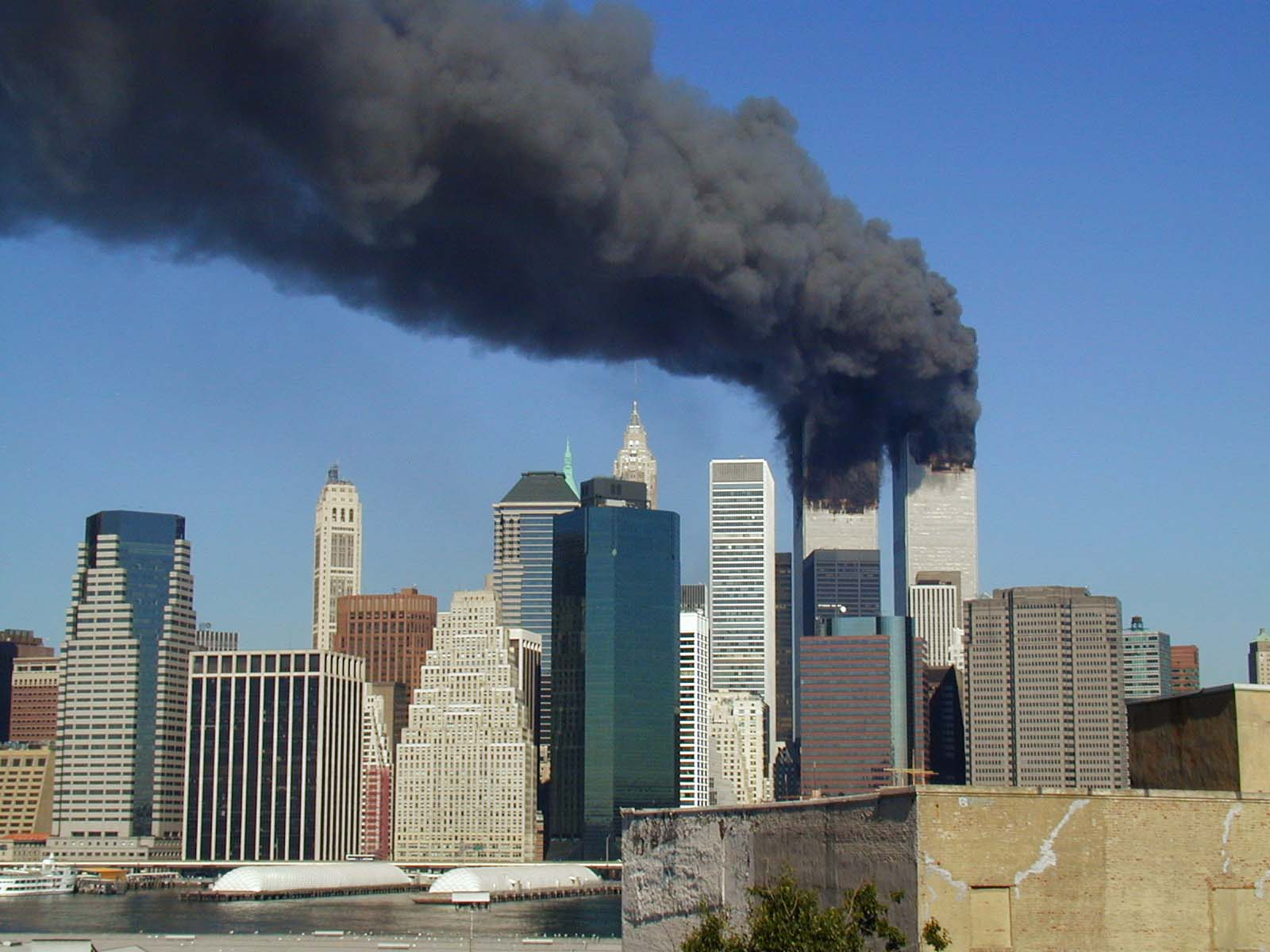
Mouly e Spiegelman testemunharam os ataques de 11 de setembro ao World Trade Center em 2001. Sua resposta foi uma capa toda preta para a edição subsequente daThe New Yorker '

Do loft do SoHo, a dez quarteirões de distância, em 11 de setembro de 2001, Mouly e Spiegelman testemunharam o primeiro avião dos ataques terroristas contra a Torre Norte do World Trade Center . A quatro quadras das torres, a filha Nadja frequentava a Stuyvesant High School. Depois de buscá-la, e o filho Dashiell, da Escola Internacional das Nações Unidas, mais longe, eles voltaram para casa com mensagens telefônicas pedindo a Mouly que chegasse aos escritórios da New Yorker para trabalhar em uma capa sobre o tema. Mouly montou uma cobertura em duas tintas pretas de densidade diferente - uma cobertura preta revestida com uma silhueta negra das duas torres. Mouly deu o crédito a Spiegelman, que sugerira a silhueta a partir da ideia de Mouly de uma capa toda preta.

### Raw Junior: Little Lit e Toon Books
Depois de se tornarem pais, Mouly e Spiegelman perceberam como era difícil, no final do século XX, encontrar quadrinhos em inglês apropriados para crianças. Em 2000  Mouly respondeu com a impressão do Raw Junior, começando com a série de antologias Little Lit, com uma lista de cartunistas do Raw, além de artistas e escritores de livros infantis Maurice Sendak, Lemony Snicket e Barbara McClintock. Mouly pesquisou o papel dos quadrinhos na promoção da alfabetização em crianças pequenas e incentivou os editores a publicar quadrinhos para crianças. Desapontada com a falta de resposta das editoras, a partir de 2008 ela publicou automaticamente uma linha de livros para crianças em fase de alfabetização chamada Toon Books, de artistas como Spiegelman, Renée French e Rutu Modan, e promove os livros para professores e bibliotecários por seu valor educacional. A editora fornece materiais de apoio aos professores vinculados à Iniciativa Common Core State Standards . Em 2014, a Toon Books lançou um selo chamado Toon Graphics destinada aos leitores de oito anos ou mais.

## Reconhecimento
Mouly teve um profundo impacto nas práticas de publicação do mundo dos quadrinhos, embora seu nome não seja bem conhecido devido à natureza dos bastidores de seu trabalho e à proeminência de seu marido, vencedor do Prêmio Pulitzer. Para Jeet Heer, o sexismo também desempenhou um papel na minimização do reconhecimento que ela recebe. Em 2013, Peggy Burns, editora associada da Drawn and Quarterly, chamou Mouly de "uma das pessoas mais influentes nos quadrinhos por 30 anos". Em 2011, o governo francês reconheceu Mouly em 2011 como um Cavaleiro da Legião de Honra, como seu pai havia sido, e a Sociedade de Ilustradores concedeu a ela o Richard Gangel Art Director Award. No nono Prêmio Carle Honors em 2014, o Museu Eric Carle de Arte Fotográfica concedeu a Mouly the Bridge o prêmio por promover literatura infantil.  O crítico e historiador de quadrinhos Jeet Heer publicou uma biografia de Mouly em 2013 intitulada Apaixonado por Arte: As Aventuras de Françoise Mouly em Quadrinhos com Art Spiegelman. A filha de Mouly, Nadja, entrevistou ela e a mãe de Mouly, Josée, para o livro de memórias que eu devo proteger você de tudo isso. Em 2015, Mouly recebeu o prêmio American Ingenuity for Education da Smithsonian Magazine.

### Trabalhos citados
- Acheson, Charles (2014). «Review of Jeet Heer's In Love with Art: Françoise Mouly's Adventures in Comics with Art Spiegelman». University of Florida. ImageTexT. 7 (4). ISSN 1549-6732. Consultado em 18 de julho de 2018
- Chong, W. H. (7 de novembro de 2013). «To New Yorker with Love (Françoise Mouly and the politics of cover art)». Crieky. Consultado em 14 de março de 2014. Arquivado do original em 14 de março de 2014
- Duncan, Randy (2010). «Underground and Adult Comics». In:  Booker, M. Keith. Encyclopedia of Comic Books and Graphic Novels. [S.l.]: ABC-CLIO. pp. 647–655. ISBN 978-0-313-35747-3
- Gordon, Emily Fox (2 de agosto de 2016). «A Memoir by the Daughter of Art Spiegelman and Françoise Mouly». The New York Times. Consultado em 18 de julho de 2018
- Heer, Jeet (2013). In Love with Art: Françoise Mouly's Adventures in Comics with Art Spiegelman. [S.l.]: Coach House Books. ISBN 978-1-77056-351-3
- Kaplan, Arie (2006). Masters of the Comic Book Universe Revealed!. [S.l.]: Chicago Review Press. ISBN 978-1-55652-633-6
- Kaplan, Arie (2008). From Krakow to Krypton: Jews and Comic Books. [S.l.]: Jewish Publication Society. ISBN 978-0-8276-0843-6
- Kingston, Ann (2 de setembro de 2013). «'I was very well-hidden in plain sight': Françoise Mouly defined The New Yorker and the graphic arts, though is best known as Mrs. Art Spiegelman». Maclean's. Consultado em 10 de outubro de 2013
- Alverson, Brigid (2 de maio de 2014). «Toon Books Adds Imprint for Older Readers». Publishers Weekly. Consultado em 13 de outubro de 2014
- Santoni-Rugiu, Paolo; Sykes, Philip J. (2007). A History of Plastic Surgery. [S.l.]: Springer Publishing. ISBN 978-3-540-46240-8
- Society of Illustrators (2013). 54th Annual of American Illustration. [S.l.]: HarperCollins. ISBN 978-0-06-227578-3
- Somaiya, Ravi (28 de setembro de 2014). «New Yorker's Magazine Covers Shift From Polite to Provocative». The New York Times. Consultado em 13 de outubro de 2014
- Staino, Rocco (25 de setembro de 2014). «Carle Honors Recognize Jerry Pinkney, Henrietta Smith, Françoise Mouly, Perri Klass, and Brian Gallagher». School Library Journal. Consultado em 13 de outubro de 2014